# Konsulat Portugalii w Gdańsku

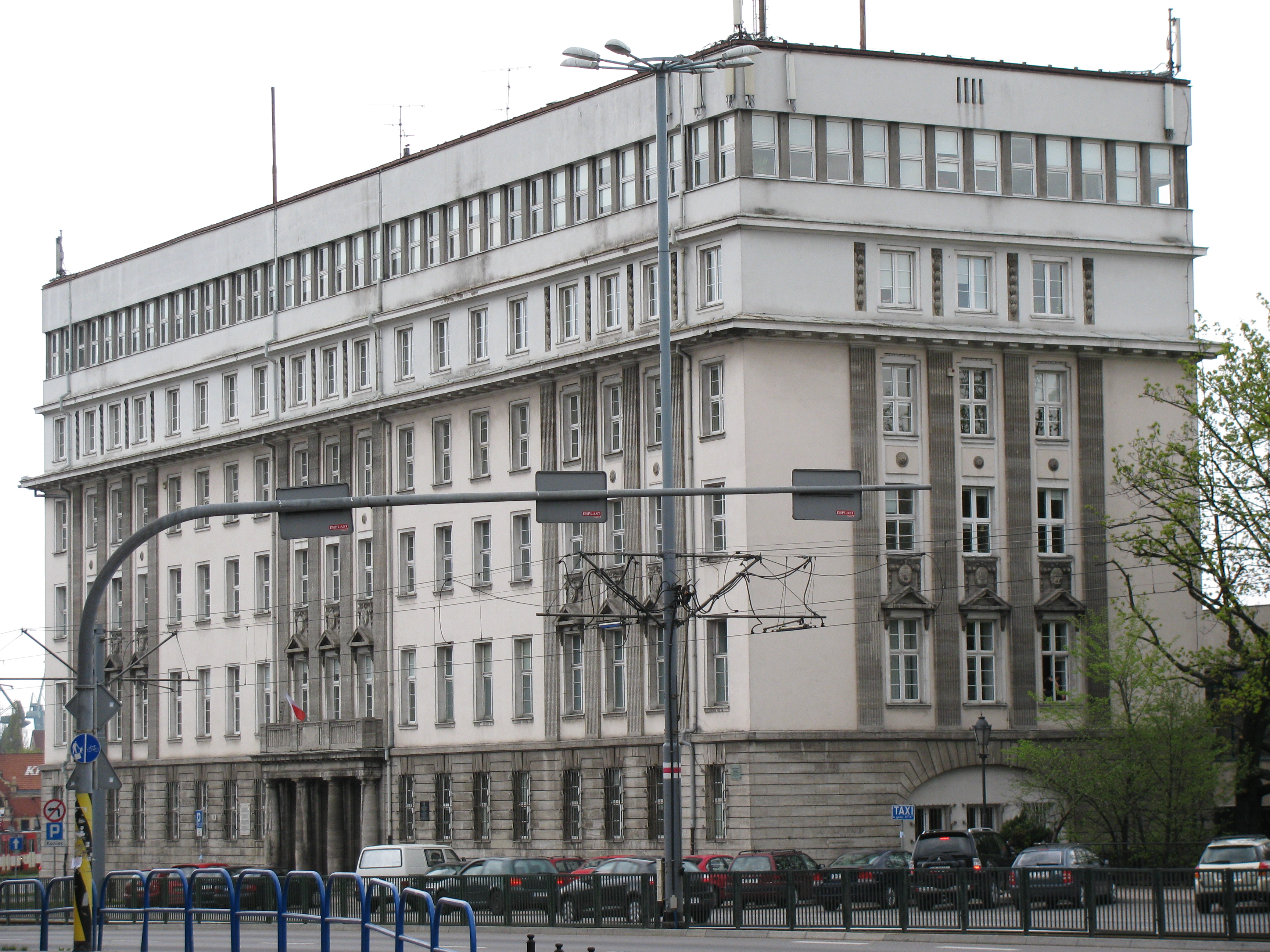
Dawny Dom Partii – b. siedziba m.in. Konsulatu Portugalii w Gdańsku przy Elisabethwall, obecnie Wałach Jagiellońskich (1930)

Konsulat Portugalii w Gdańsku (Consulado Portugal em Danzig, Konsulat von Portugal in Danzig) – portugalska placówka konsularna funkcjonująca w Gdańsku.
Pierwszy akredytowany przedstawiciel w randze konsula Portugalii rozpoczął urzędowanie w Gdańsku w 1828. Urząd funkcjonował do 1940.

## Kierownicy konsulatu
- 1828 - Gibsone jun., wicekonsul[1]
- 1845–1848 – Eduard Wilhelm Grade, wicekonsul (1787-1877))[2]
- 1851–1856 – placówka nieobsadzona
- 1858–1874 – Felix Adolph Behrend, wicekonsul (1828–1875)
- 1876[3]-1884[4] – Arthur Eugen Kressmann, wicekonsul (1846-po 1900)
- 1897–1900 – K. Kresmann, wicekonsul
- 1902–1915 – Adolf Unruh, wicekonsul (1852-1924)
- 1924[5][6]–1930[7] – Leo Neumann, konsul
- 1931–1939 – Francisco Honorato Gonsalves, konsul
- 1939–1940 – dr Heinz Hess, p.o. kier. urzędu[8]

## Siedziba
- Lastadie 35b (obecnie ul. Lastadia) (1897–1900)
- Milchkannengasse 32 (ul. Stągiewna) (1902–1909)
- Langen Markt 19 (Długi Targ) (1910–1915)
- Dominikswall 12 (Wały Jagiellońskie) (1925–1931), w firmie Leo Neumann & Herz AG, Textilwaren-Grosshandlung
- Elisabethwall 9 (Wały Jagiellońskie) (1930)[7]
- Poggenpfuhl 57 (ul. Żabi Kruk) (1933–1938[9])
- Am Johannisberg 6 (ul. Sobótki) (1939–1940)[10]